# رافينزوود
رافينزوود (فيرجينيا الغربية) (بالإنجليزية: Ravenswood, West Virginia) هي مدينة تقع في الولايات المتحدة في Jackson County. يقدر عدد سكانها بـ 3,876 نسمة ومساحتها 4.92 كم2 وترتفع عن سطح البحر 185 متر.

## التركيبة السكانية
قام مكتب تعداد الولايات المتحدة بتحديد بيانات التركيبة السكانية لرافينزوودفي تعداد الولايات المتحدة. في ما يلي، التركيبة السكانية حسب تعدادي 2000 و2010.

### تعداد عام 2000
بلغ عدد سكان رافينزوود 4,031 نسمة بحسب تعداد عام 2000، وبلغ عدد الأسر 1,692 أسرة وعدد العائلات 1,135 عائلة مقيمة في المدينة. في حين سجلت الكثافة السكانية 2,190.1 نسمة لكل ميل مربع (845.6/كم2). وبلغ عدد الوحدات السكنية 1,832 وحدة بمتوسط كثافة قدره 995.4 نسمة لكل ميل مربع (384.3/كم2).
وتوزع التركيب العرقي للمدينة بنسبة 98.04% من البيض و 0.05% من الأمريكيين الأصليين و 0.74% من الأمريكيين ذوي الأصول الآسيوية و 0.25% من الأمريكيين الأفارقة و 0.77% من عرقين مختلطين أو أكثر.
بلغ عدد الأسر 1,692 أسرة كانت نسبة 29.3% منها لديها أطفال تحت سن الثامنة عشر تعيش معهم، وبلغت نسبة الأزواج القاطنين مع بعضهم البعض 52.5% من أصل المجموع الكلي للأسر، ونسبة 12.4% من الأسر كان لديها معيلات من الإناث دون وجود شريك، وكانت نسبة 32.9% من غير العائلات. تألفت نسبة 30.4% من أصل جميع الأسر من أفراد ونسبة 15.1% كانوا يعيش معهم شخص وحيد يبلغ من العمر 65 عاماً فما فوق. وبلغ متوسط حجم الأسرة المعيشية 2.83، أما متوسط حجم العائلات فبلغ 2.29.
بلغ العمر الوسطي للسكان 42 عاماً. وكانت نسبة 23.6% من القاطنين تحت سن الثامنة عشر، وكانت نسبة 6.6% بين الثامنة عشر والأربعة وعشرون عاماً، ونسبة 23.5% كانت واقعةً في الفئة العمرية ما بين الخامسة والعشرون حتى والأربعة وأربعون عاماً، ونسبة 22.7% كانت ما بين الخامسة والأربعون حتى الرابعة والستون، ونسبة 23.5% كانت ضمن فئة الخامسة والستون عاماً فما فوق. يوجد لكل 100 أنثى 84.2 ذكر، ويوجد لكل 100 أنثى في الثامنة عشر من عمرها فما فوق 77.1 ذكر.
بلغ متوسط دخل الأسرة في المدينة 30,308 دولار، أما متوسط دخل العائلة فبلغ 37,416 دولار. وكان متوسط دخل الذكور 34,417 دولار مقابل 21,134 دولار للإناث. وسجل دخل الفرد الخاص بالمدينة 15,696 دولار. وكانت نسبة 15.4% من العائلات ونسبة 17.6% من السكان تحت خط الفقر، وكان من هؤلاء نسبة 26.4% تحت سن الثامنة عشر ونسبة 9.7% في الخامسة والستين من العمر وما فوق.

### تعداد عام 2010
بلغ عدد سكان رافينزوود 3,876 نسمة بحسب تعداد عام 2010، وبلغ عدد الأسر 1,657 أسرة وعدد العائلات 1,061 عائلة مقيمة في المدينة. في حين سجلت الكثافة السكانية 2,118.0 نسمة لكل ميل مربع (817.8/كم2). وبلغ عدد الوحدات السكنية 1,807 وحدة بمتوسط كثافة قدره 987.4 لكل ميل مربع (381.2/كم2).
وتوزع التركيب العرقي للمدينة بنسبة 97.4% من البيض و 0.1% من الأمريكيين الأصليين و 0.7% من الأمريكيين ذوي الأصول الآسيوية و 0.2% من الأمريكيين الأفارقة و 1.3% من عرقين مختلطين أو أكثر.
بلغ عدد الأسر 1,657 أسرة كانت نسبة 29.3% منها لديها أطفال تحت سن الثامنة عشر تعيش معهم، وبلغت نسبة الأزواج القاطنين مع بعضهم البعض 45.7% من أصل المجموع الكلي للأسر، ونسبة 14.3% من الأسر كان لديها معيلات من الإناث دون وجود شريك، بينما كانت نسبة 4.0% من الأسر لديها معيلون من الذكور دون وجود شريكة وكانت نسبة 36.0% من غير العائلات. تألفت نسبة 32.0% من أصل جميع الأسر من أفراد ونسبة 17.8% كانوا يعيش معهم شخص وحيد يبلغ من العمر 65 عاماً فما فوق. وبلغ متوسط حجم الأسرة المعيشية 2.90، أما متوسط حجم العائلات فبلغ 2.30.
بلغ العمر الوسطي للسكان 42.4 عاماً. وكانت نسبة 23% من القاطنين تحت سن الثامنة عشر، وكانت نسبة 8.4% بين الثامنة عشر والأربعة وعشرون عاماً، ونسبة 21.4% كانت واقعةً في الفئة العمرية ما بين الخامسة والعشرون حتى والأربعة وأربعون عاماً، ونسبة 23.9% كانت ما بين الخامسة والأربعون حتى الرابعة والستون، ونسبة 23.1% كانت ضمن فئة الخامسة والستون عاماً فما فوق. وتوزع التركيب الجنسي للسكان بنسبة 46.6% ذكور و53.4% إناث.